# Lahrer Hinkender Bote
Lahrer Hinkender Bote ist ein Volkskalender aus der Stadt Lahr/Schwarzwald, Baden-Württemberg.
Der Inhalt besteht aus dem Kalender, Informationen zu Gedenktagen, Pflanz- und Saat-Terminen, Bauernregeln, Pollenflug, dem Hundertjährigen Kalender, landesbezogenen Beiträgen und Geschichten (teilweise in alemannischer Mundart) sowie Fotos und Zeichnungen. Ein Titelthema hält die Geschichten und Informationen zusammen, für 2012 lautete das Jahresthema Feste feiern!, für 2013 Weinland Baden und für 2014 Badische Museumslandschaft.

## Geschichte
Die erste Ausgabe des Kalenders erschien 1801, wurde aber um ein Jahr auf 1800 rückdatiert. Die erste Ausgabe erschien unter dem Namen Verbesserter und alter vollkommener Staats-Kalender, genannt der Hinkende Bott und trägt den namensgebenden Kriegsversehrten mit Unterschenkelprothese auf dem Titelblatt. Die heutige Version stammt vom Grafiker Philipp Jakob Kauffmann, der 1818 nach Lahr gekommen war und dessen überarbeitete Version erstmals 1825 veröffentlicht wurde. Im Rahmen einer Überarbeitung im Jahr 1850 wurde eine Eisenbahn hinzugefügt. Zudem ersetzte das abgebildete Dampfschiff ein Segelschiff. Auf einem Grabstein in der linken unteren Ecke hinterließ der Künstler seinen Familiennamen.
Nachdem er im Jahr 1858 erstmals Kontakt mit dem Verleger Johann Heinrich Geiger getreten war, führte der Volksschriftsteller Albert Bürklin (1816–1890) fast zwanzig Jahre lang die Redaktion des Kalenders. Seit 1934 war Franz Hirtler Autor und Schriftleiter des Boten.
Der Lahrer Hinkende Bote erschien bis 2000 im Verlag Moritz Schauenburg, Lahr, 2001 bis 2010 im Verlag Ernst Kaufmann, Lahr, seit der Ausgabe 2011 zeichnet der Silberburg-Verlag aus Tübingen und Baden-Baden verantwortlich. Während in der Ära Kaufmann auf dem Grabstein im Titelbild der Name des Verlages stand, erinnert er nun wieder an den Künstler Kauffmann.
Seit dem Kalender auf das Jahr 2013 trägt der Lahrer Hinkende Bote den Untertitel Der badische Kalender. Das redaktionelle Konzept konzentriert die Artikel im Lese- und Bilderteil auf badische Themen, etwa die Vorstellung bekannter Badener, Porträts badischer Orte, Reportagen aus badischen Unternehmen oder die Schilderung ehemaliger badischer Bräuche. Im Kalenderteil werden unter anderem Märkte in badischen Städten angekündigt, badische Jubiläen aufgeführt und die Sonnen- und Mondauf- und -untergangszeiten orientieren sich an Freiburg im Breisgau, statt – wie sonst in Kalendern üblich – an Kassel.

## Namensgebung
In der Entstehungszeit des Lahrer Hinkender Bote hatten Invaliden oft nur die Möglichkeit, als Boten oder Zeitungsverkäufer ihr Auskommen zu finden. Es gab um 1800 und früher schon viele Publikationen mit einem ähnlichen Namen, auf deren Titelbilder u. a. ein Mann mit Stelzfuß und oft mit Uniformjacke abgebildet war. In der einen Hand hielt der Mann oft einen langen Stab als Stütze, in der anderen einen Kalender oder Brief. Durch die Uniformjacke wurde er als Kriegsinvalider identifiziert, während Brief oder Kalender auf seine Arbeit als Bote hinwiesen. Nachgewiesen ist der Kalendername für das Jahr 1640 mit dem Titel Hinckender Post-Botte und kleiner wahrhafftiger Post-Reuter; 1587 gab es bereits eine Zeitung mit Namen dieser Art. Der Schwerpunkt der Namensgebung lag im Südwesten Deutschlands, der Schweiz und dem Elsaß. So gab es in Basel den Hinkende Bott, ab 1676 gleich zwei konkurrierende Blätter. Ab 1677 gab es den Colmarer Hinkenden Boten, ab 1698 in Bern, 1708 in Vevey am Genfer See. 1747 wurde der Appenzeller umbenannt, 1801 kam Straßburg hinzu. Deutsche Auswanderer nahmen den Kalendernamen nach Amerika mit.